# 洪基夫齊
48°33′18″N 27°32′33″E / 48.55500°N 27.54250°E
洪基夫齊（烏克蘭語：Хоньківці），是烏克蘭西南部的村莊，隸屬文尼察州的莫希利夫-波季利斯基區。該村始建於1650年，面積3.2平方公里，海拔高度139米，2001年人口968，人口密度每平方公里302.5人。